# André Dugès
Pour les articles homonymes, voir Dugès.
André Dugès-Delzescauts, dit André Dugès, né le 15 juillet 1881 à Saint-Quentin et mort le 25 janvier 1945 à Paris, est un producteur et un réalisateur français.

## Biographie
Fils d'un inspecteur des Finances nommé receveur particulier des Finances de l'arrondissement de Saint-Quentin en 1877, André Adolphe Lucien Jean Dugès-Delzescauts naît en 1881 à Saint-Quentin. est également le petit-neveu du médecin et naturaliste Antoine Louis Dugès (1797-1838). Il perd son père alors qu'il n'a pas un an et est élevé par sa mère chez ses grands-parents à Melun. 
André Dugès entame très tôt une carrière militaire et devient officier d'Intendance. En octobre 1912, il épouse à Paris Marie-Louise Homberg (1889-1929), fille d'un capitaine d'artillerie, dont il a deux filles. Au milieu des années 1920, il quitte l'armée avec le grade de colonel et entre dans la société des Établissements Jacques Haïk comme directeur artistique puis directeur de production. Il produit un dernier film en 1943.
Veuf, André Dugès meurt en janvier 1945, en son domicile du 10, rue du Mont-Dore. Il est inhumé quatre jours plus tard au cimetière du Montparnasse.

## Filmographie

### Réalisateur
- 1928 : La Grande épreuve avec Alexandre Ryder, d'après le roman homonyme de Georges Le Faure[8],[9],[10],[11]

### Dialoguiste
- 1934 : Le Chant du Danube, d'Alfred Hitchcock (version française)

### Directeur de production
- 1933 : Âme de clown, de Marc Didier
- 1935 : Les Hommes oubliés, film documentaire de Pierre Maudru et Alexandre Ryder
- 1936 : La Défense anti-aérienne, film documentaire d'Alexandre Ryder
- 1937 : Claudine à l'école, de Serge de Poligny
- 1937 : La Treizième Enquête de Grey, de Pierre Maudru
- 1939 : Le Moulin dans le soleil, de Marc Didier
- 1940 : Après Mein Kampf, mes crimes, d'Alexandre Ryder
- 1942 : Vie privée, de Walter Kapps
- 1943 : Malaria, de Jean Gourguet